# František Drdla

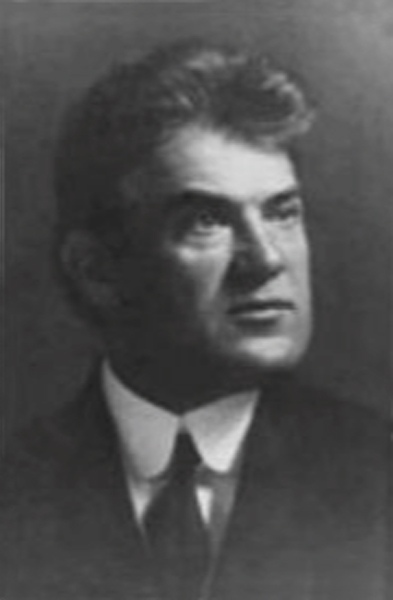
František Drdla

František Alois Drdla (Franz Drdla; * 28. November 1868 in Saar, Mähren, Österreich-Ungarn; † 3. September 1944 in Bad Gastein) war ein österreichischer Geiger und Komponist.

## Leben
Drdla begann sein Violin- und Kompositionsstudium am Prager Konservatorium. Er setzte seine Ausbildung am Wiener Konservatorium fort, wo er Violine bei Joseph Hellmesberger jr., Musiktheorie bei Anton Bruckner und Komposition bei Franz Krenn studierte. Von 1890 bis 1893 war er Konzertmeister an der Wiener Hofoper, danach bis 1897 Dirigent am Theater an der Wien und ab 1899 am Carltheater. Als Violinvirtuose unternahm er Konzertreisen durch Europa und Amerika. Unter anderem komponierten Carl Millöcker und Johann Strauss Solostücke für ihn. Selbst komponierte er mehr als 300 Violinwerke mit Klavier- oder Orchesterbegleitung im spätromantischen Stil, die teils der Salonmusik zugeordnet werden, und weitere kammermusikalische Werke, außerdem das Singspiel Das goldene Netz und die Operette Die Ladenkomtesse.
Er liegt auf dem Wiener Zentralfriedhof begraben.

## Werke
- Träumerei
- Erste Mazurka
- Zweite Mazurka
- Dritte Mazurka
- Madrigale
- Melodie
- Au Printemps
- Dialogue
- Tarantelle
- Vision
- Le Songe
- Acht ungarische Tänze
- Chant d'amour
- Ivresse
- Wiegenlied
- Danse de sorcières / Hexentanz
- Idylle
- Fantasie über „Carmen“ von Bizet
- Fantasie über „Hoffmanns Erzählungen“ von Offenbach
- Romance Bergère
- Otazka
- Perpetuo
- Fantasie über „Die verkaufte Braut“ von Smetana
- Wiener Walzer
- Concertino / Konzertstück
- Guitarrero
- Hummingbird
- Romance / Romanze
- Serenade
- Souvenir